# ازدواجية السلطة
ازدواجية السلطة هو مصطلح استخدم لأول مرة بواسطة لينين، ورغم أن «ازدواجية السلطة» (dvoevlastie) قد وضحت لأول مرة من الناحية المفاهيمية على يد برودهون، والتي كانت تصف وضعًا في أعقاب ثورة فبراير تواجدت فيه سلطتان، وهما مجالس العمال (أو مجالس السوفيت الحكومية المنتخبة، على وجه الخصوص بتروغراد سوفييت (Petrograd Soviet)) والجهاز الحكومي الرسمي للحكومة المؤقتة، في نفس الوقت وتصارعتا من أجل الفوز بالشرعية. وقد قال لينين إن هذا الموقف غير المستقر بالضرورة قد شكل فرصة فريدة للسوفييت للسيطرة على السلطة من خلال التخلص من الحكومة المؤقتة والإعلان عن أنفسهم أنهم الأساس لشكل جديد من أشكال سلطات الدولة. وقد وضح هذا المفهوم معالم الطريق لإستراتيجيات الثورات التالية التي قادها الشيوعيون، بما في ذلك الثورة الصينية التي قادها ماو.
وقد خصص الاشتراكيون التحرريون حديثًا هذا المصطلح للإشارة إلى الإستراتيجية غير العنيفة للوصول إلى الاقتصاد والدولة الاشتراكية الليبرالية من خلال إنشاء المؤسسات الخاصة بالديمقراطية التشاركية المباشرة بشكل متزايد ثم ربطها ببعضها البعض لمجابهة هياكل السلطة الحالية لرأسمالية الدولة. وفي هذا السياق، يشار إلى الإستراتيجية ذاتها في بعض الأحيان على أنها «السلطة المعاكسة» للتمييز بينها وبين الأصول التي وضعها لينين.

## أشكال مؤسسات ازدواج السلطة
- الاتحاد التعاوني
- مجتمعات المساواة
- الأفقية
- المجتمعات الإرادية
- المحلية التحررية
- المناطق المستقلة الدائمة
- المناطق المستقلة المؤقتة
- تعاونيات العمال
- مجالس العمال

## الإستراتيجية
مع تحطم الاحتكار الأيديولوجي للمؤسسات المسيطرة وتزايد اعتماد الناس على المؤسسات البديلة، يمكن أن يسعى أولئك الذين استفادوا من الترتيبات الحالية إلى تفكيك منافسيهم المزعومين. وفي نفس الوقت، قد يسعى أولئك الذين يرغبون في إجراء تغييرات جوهرية في المجتمع أو الذين يجدون طرقًا بديلة لتنظيم ذلك إلى تعظيم وتقوية البنية التحتية البديلة. ويتم إنشاء المؤسسات المعارضة من أجل الدفاع عن المؤسسات البديلة ومن أجل الترويج لنموها. وتعمل هذه المؤسسات على مجابهة ومهاجمة الوضع الراهن مع إيجاد مساحة للمعارضة والمؤسسات البديلة وتأمينها والدفاع عنها. ويقومون بذلك مع تنفيذ كل شيء من الاحتجاجات السياسية وحتى التخصيص المباشر (للمزارع والمباني الحكومية والمصانع وما إلى ذلك) لاستخدام المؤسسات البديلة ووصولاً إلى العصيان المدني أو المقاومة المسلحة. ونادرًا ما يكون الخط الفاصل بين المؤسسات البديلة والمؤسسات المعارضة واضحًا بشكل كامل، حيث أن العديد من المؤسسات البديلة تكون ذاتية التعزيز أو الدفاع. ومعًا، تشكل المؤسسات البديلة والمؤسسات المعارضة مصدرًا بديلاً للسلطة في المجتمع الذي يكون "مستقلاً بالضرورة عن النظام المسيطر، ومعارضًا له، وتهدف إلى الانقضاض على نطاق هذا النظام المسيطر، وفي النهاية، أخذ مكانه.
أثناء عملية بناء مؤسسات بديلة والأيديولوجية التي تدعمها، فإن ميزة خلق ازدواجيةالسلطة تتمثل في خلق قوة دفع حقيقية وليست سياسية فقط تجاه التحول الثوري للمجتمع. وتكون التغيرات الفعلية مستمرة، وليست مؤجلة إلى لحظة ثورية، وبالتالي فإن الاحتياجات التي لا يتم الوفاء بها من خلال النظام السابق يتم الوفاء بها أثناء الصراع ولا يتم القول لأي قطاع من قطاعات المجتمع إن اهتماماته لا يمكن التعامل معها إلا بعد تحقيق الانتصار. وهذا يعني أن إنشاء المؤسسات البديلة والمساحة السياسية لها له فوائد جوهرية، بغض النظر عن تطوير المشروع الثوري. وعلى مدار إنشاء المؤسسات البديلة، يتم إضفاء المزيد من القوة على المجتمع ككل، كما أنه يصبح ملزمًا بتحقيق التغيير، ويمتلك المهارة اللازمة لإدارة المجتمع. وفي نفس الوقت، فإن مصداقية الرؤية الثورية تتزايد بشكل مكثف من خلال تفعيلها في إطار الممارسة ومن خلال تنقيحها وتحسينها مع مرور الوقت. كما يمكن كذلك أن نتصور أن الانقسامات الطائفية بين الثوريين والإصلاحيين (وكل الطوائف التي بين ذلك) يمكن أن يتم تقليلها من خلال وضع مشروع مشترك يفيد كلا الطرفين. وتجد القوى التي ربما يتم إرسالها من أجل قمع الحركة الثورية نفسها تواجه الشعب الذي يسيطر على حياتهم، وليس كادرًا مسلحًا يحاول فرض رؤيته على الدولة، وربما يتم تحاشي الصراعات المسلحة أو على الأقل التقليل من حدتها.
وتنتهي ثورات ازدواج السلطة الناجحة بقبول الأشكال الاجتماعية الجديدة من خلال أغلبية الشعب وإدراك الحكام السابقين أنهم لا يمكنهم استخدام أنظمة السلطة الخاصة بهم ضد الحركة الثورية. ويمكن أن يحدث ذلك نتيجة تسبب عدم التعاون في إعاقة هياكل السلطة القديمة، لأنه لا يبقى إلا قدر قليل من الأشخاص الذين يحافظون على ولائهم للحكام السابقين لفرض رغباتهم، أو لأن الحكام السابقين أنفسهم يتعرضون لتحول أيديولوجي. وعند تلك النقطة، لا يكون هناك أي ارتباك عام. فاختفاء القادة السابقين وهياكل السلطة السابقة يتم تعويضها بتوسيع نطاق الأنظمة البديلة. ويبدو أن "الضرورة" المزعومة لقيادة الطليعة الثورية للنبضات الثورية ليس لها أساس: لأن الشعب تعلم كيفية إدارة شئونه الخاصة، فلا يحتاج إلى وصاية من أحد فوقه. ويتم الحد من احتمالية الخيارات المشتركة: "عندما يدرك الشعب قوته الخاصة، لا يمكن التغرير به بالخطابة البلاغية أو […] الفروض.
إن ازدواجية السلطة عبارة عن إستراتيجية، أكثر منها أيديولوجية، ويمكن أن تستخدم بشكل فضفاض لتطوير مجموعة متنوعة من التغييرات الاجتماعية. ومع ذلك، فإن ميزات الإستراتيجية تجعلها متوافقة لأكبر درجة ممكنة مع المنظورات التي تؤكد على ممارسة السلطة على المستوى المجتمعي، والتي تهدف إلى جعل الحركة الثورية مسئولة أمام الشعب، والتي ترى أن قدرات المراجعة والتحويل تكون شائعة وليست نادرة، والتي تسعى وراء أشكال غير مركزية للسلطة. ويمكن أن نطلق على هذا النوع من أنواع الإستراتيجيات ازدواجية السلطة على مستوى القاعدة والتحول من أسفل لأعلى واستبدال آليات المجتمع.

## تأثير أيام يوليو
كان من شأن أحداث «أيام يوليو» أن تعزز من قضايا السلطة المزدوجة داخل الحكومة، بين الحكومة الانتقالية ومجلس سوفييت بتروغراد. وقعت بين 3 و7 يوليو (وفقًا للتقويم اليولياني) انتفاضة بلشفية، لا يزال موضوع تحديد علاقة لينين بها موضع نقاش حتى اليوم. خرج العمال وأصحاب الرتب الدنيا من الجنود في مظاهرات عنيفة طالبوا فيها السوفييت بالاستيلاء على الحكومة المؤقتة. دعمت المنظمة العسكرية البلشفية لجنة بطرسبرغ، وأرسلت دعمًا لها، إلا أن قادة الحزب لم يدعموها بنفس الدرجة.
قاد ألسكندر كيرينسكي، رئيس الحكومة المؤقتة، حملة قمع ضد المتورطين في أحداث أيام يوليو وفي الإطاحة بالحكومة المؤقتة. استخدمت القوة العسكرية لتجميع المتظاهرين الذين شاركوا بعمليات عنف واعتقالهم، ولاستعادة المباني الحكومية من القوات البلشفية، وحل الوحدات العسكرية التي شاركت في محاولة الانقلاب. حاولت الحكومة المؤقتة أيضًا تقويض لينين وحزبه، من خلال الكشف عن تحقيقاتهم الخاصة بالعلاقة التي تجمعهم بألمانيا، عدوة روسيا خلال الحرب العالمية الأولى. كان من شأن هذه الإجراءات المشتركة أن تخمد الانتفاضة وتقلل من حجم الدعم البلشفي حتى شهر أغسطس 1917.
كانت إعادة العمل بعقوبة إعدام الجنود، ونقل مقر الحكومة المؤقتة إلى قصر الشتاء، من بين الإجراءات التي تسببت بتوجيه الاتهامات لحكومة كيرينسكي بالقيام بأتشطة معادية للثورة (من خلال إعادة تأسيس حكومة استبدادية). كان للنوع الجديد من الازدواجية بين الطبقتين (البروليتاريا والبرجوازية) دور في خلق انقسام في البلاد، ليس فقط في الحكومة، وإنما أيضًا في الحياة اليومية للروس. تسبب ذلك أيضًا بزيادة التوترات بين كلا المسرحين، وجعل من الصعب على الفرق المتخالفة التعاون فيما بينها. مثل مجلس سوفييت بتروغراد البروليتاريا، بينما كان أعضاء الحكومة المؤقتة جزءًا من مجلس الدوما السابق، ممثلين عن الحكومة القديمة في ظل القيصر. كان هذا الانقسام واضحًا أيضًا في الجيش بين الجنود العاديين والضباط العسكريين. مع استمرار الحرب العالمية الأولى، بدأ الجنود الداعمين للسوفييت بالتمرد أو عصيان أوامر رؤسائهم، على أمل إنهاء المشاركة الروسية بالحرب.

## السيطرة البلشفية

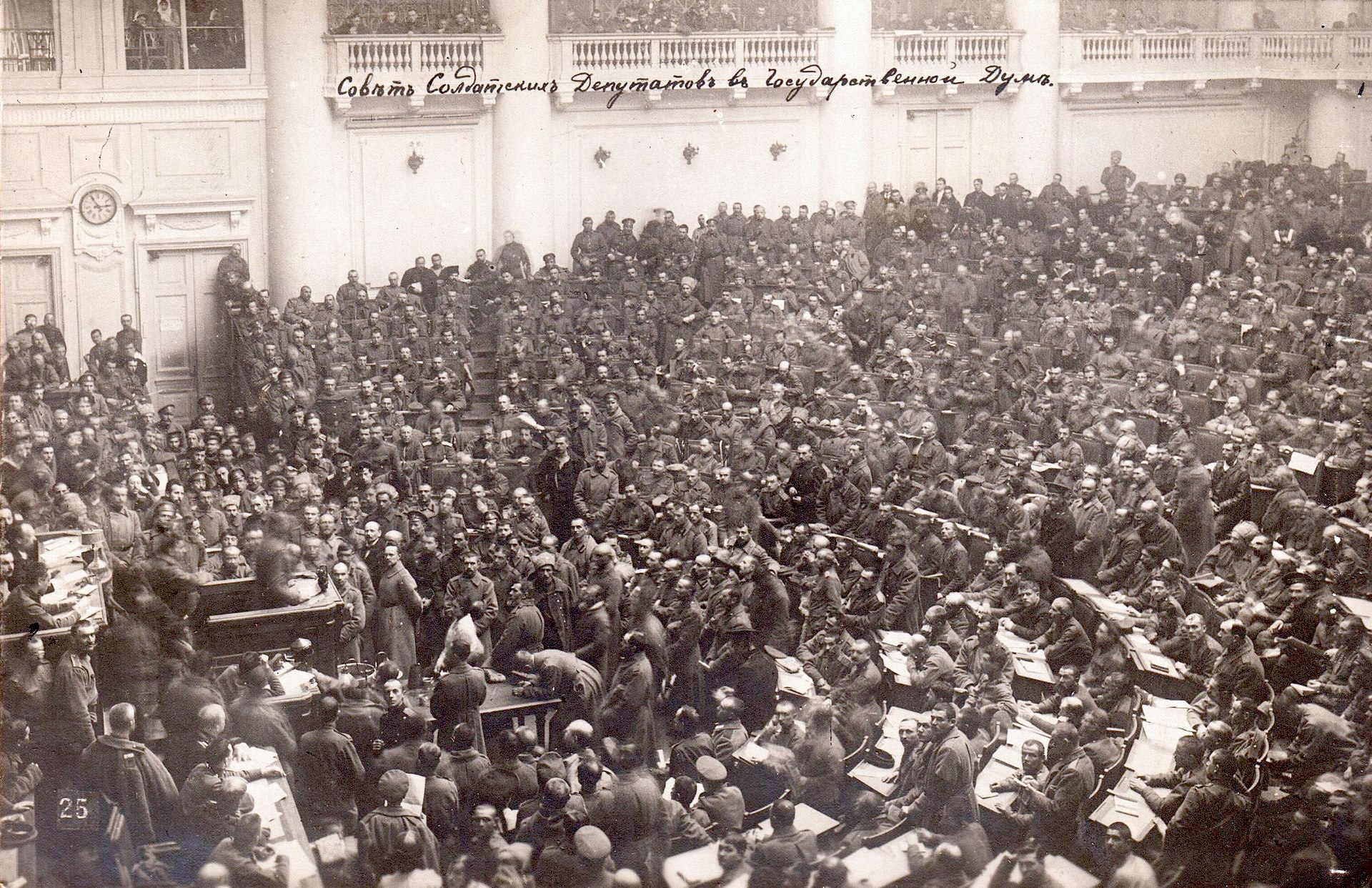
تجمع بتروغراد 1917

تراجع نفوذ الحزب البلشفي بشكل كبير بعد أحداث أيام يوليو. مع ذلك، استمر لينين بالاعتقاد بإمكانية كسب مجموعته للسلطة، ويعود ذلك إلى حالة عدم الاستقرار السياسي التي كانت تخيم على بلاده نتيجة لوضع ازدواجية السلطة فيها. في شهر أبريل، كتب لينين أن الوقت لم يكن مناسبُا للثورة بعد، إذ كان مجلس سوفييت بتروغراد حينها يعمل مع الحكومة المؤقتة، وقال: «نحن لا نعرف حتى الآن نوعًا من الحكومة أفضل من -أو يتفوق على- السوفييت». اعتُبرت أيام يوليو «أسوأ خطأ للينين»، مع أنه لم يخطط لها بالأساس، ولم يكن البلاشفة حينها على استعداد لتولي الحكومة المؤقتة ومجلس السوفييت بتروغارد.
استعاد البلاشفة السلطتين في حزبهم مع انقلاب كورنيلوف في شهر أغسطس 1917 (وفقًا للتقويم اليولياني). مع تحرك جنود كورنيلوف نحو العاصمة بتروغراد (سانت بطرسبرغ الحديثة) ونحو الحكومة المؤقتة، أطلق كيرنسيكي سراح العديد من قادة البلاشفة الذين اعتُقلوا خلال أيام يوليو، وأمن السلاح للبلاشفة للدفاع عن الحكومة المؤقتة. رأى البلاشفة، من خلال تسليح واستدعاء كيرنسيكي لمن عاقبهم في وقت سابق، بأنهم بدأوا قد كسب السلطة في الحكومة والمجتمع الروسي. فقد الشعب الروسي ثقته بالحكومة المؤقته بسبب طريقة تعاملها مع انقلاب كورنيلوف، وبدأ الكثير بدعم البلاشفة، خصوصًا مع فوزهم بالانتخابات في بتروغراد، وفي دوائر الطبقة العاملة. ساهمت أيضًا عدة عوامل في ابتعاد الشعب عن الحكومة المؤقتة، كان من بينها تقص الغذاء، واستمرار الانخراط الروسي بالحرب العالمية الأولى وانتشار البطالة الجماعية في البلاد، وبدأ الروس بالتوجه معنويًا نحو الحزب الذي رفع شعار تأمين «الخبز، والسلام، والأرض». 
تمكن البلاشفة، خلال ثورة أكتوبر، من الإطاحة بالحكومة المؤقتة دون مقاومة تذكر، وتزايد عدد مؤيديهم وثوراهم مع الوقت. عند وقوع الانقلاب الفعلي بين يومي 25 و26 أكتوبر (وفقًا للتقويم اليولياني)، استولى البلاشفة أولًا على وسائل النقل والبنى التحتية الخاصة بالاتصالات، كالطرق والجسور والسكك الحديدية ومكاتب البريد. بعد الانقلاب، توجه لينين إلى المؤتمر الثاني للنواب العمال والجنود السوفييت بهدف عرض مجريات عملية الإطاحة بالحكومة المؤقته وبسط الحزب البلشفي لسلطته على مؤسسات الدولة. في صباح يوم 26 أكتوبر، تمكن البلاشفة من الاستيلاء على قصر الشتاء (الذي كان مقرًا للحكومة المؤقته)، ولم يتبق أمام الكونغرس أي خيار سوى الموافقة على مرسوم لينين. اقتربت بذلك فترة سيطرة السلطة المزدوجة، بين الحكومة المؤقتة ومجلس سوفييت بتروغراد، على روسيا من نهايتها.

## ازدواجية السلطة وحركة زاباتيستا
مع تنامي حركة زاباتيستا، تم تحسين نظام الإدارة المحلية بشكل ما. ومن بين المسئولين الرسميين الذين تم اختيارهم من كل مجموعة، يوجد الآن مفوضون للصحة والتعليم، وكذلك مندوبون للجنة الثورية السرية للسكان الأصليين (CCRI). ويلتقي المفوضون وينسقون مع نظرائهم على أساس إقليمي، في حين أنه توجد أربع لجان ثورية سرية للسكان الأصليين لكل مجموعة لغوية في المنطقة. ويتبع جيش زاباتيستا للتحرير القومي قراراتهم. وقد أدى ذلك إلى دعم التعاون بين أفراد المجتمع وجيش زاباتيستا للتحرير القومي، حيث إنه «عند اتخاذ قرار من خلال اللجنة الثورية للسكان الأصليين، يكون ذلك القرار معتمدًا على الإجماع. ويكون قائمًا على موافقة العشرات من الأسر.»
وقد تم توسيع نطاق هذه الديمقراطية المحلية من خلال إنشاء حكومات محلية مستقلة وأنظمة مؤسسات بديلة تحل محل هياكل السلطة المحلية بشكل فعال. وفي الثالث من فبراير عام 1994، أعلن مانويل كاماتشو سوليس، الوسيط بين الحكومة وحركة زاباتيستا، عن إنشاء منطقتين حرتين أخريين يمكن أن يعمل الصليب الأحمر الدولي فيهما ولا تحدث فيها أعمال عسكرية، مما منح مجتمعات زاباتيستا بعض المناطق الإقليمية الوطنية بدون قصد. وفي التاسع عشر من ديسمبر عام 1995، تمكن جيش زاباتيستا للتحرير القومي من كسر تطويق الجيش الفيدرالي المكسيكي له وقام بأسر العشرات من المدن بشكل سياسي وعسكري، مما أظهر أن تأثيره فاق منطقة الصراع الصغيرة بشدة. وفي هذه المنطقة الموسعة، قامت مجتمعات زاباتيستا بتكوين 38 منطقة محلية مستقلة تغطي أكثر من ثلث ولاية تشيباس.
وتعد المناطق المحلية التابعة للمحليات المستقلة بمثابة تطبيق حركة زاباتيستا لاتفاقات سان أندريه في السادس عشر من فبراير عام 1996، والتي تخلت عنها الحكومة في ديسمبر من عام 1996، بعد رفض تنفيذها. وتضمن الاتفاقات حق الأشخاص الأصليين لتكوين السلطات المحلية التي يقيمون بها والسيطرة بشكل تقليدي عليها. وأثناء تكوين السلطات المحلية، نزع السكان الاعتراف بالسلطات الرسمية وقاموا بانتخاب السلطات الخاصة بهم. وقد رفضوا مشاركة وسيطرة الحكومة الفيدرالية. كما قاموا بتحديد «منظمي الصحة المحلية [و]برلمانات السكان الأصليين»، وتعزيز القوانين الخاصة بهم اعتمادًا على المساواة الاجتماعية والاقتصادية والسياسية والمساواة بين الجنسين بين سكان المجتمعات الإثنية المتنوعة. «وتم تأسيس المجالس من أجل التخطيط للعديد من مجالات الإجراءات المجتمعية، وقد انضم إليها مجالس الكبار، وبشكل متزايد، مجالس النساء. وتقوم هذه المجتمعات بتنفيذ الطموحات التي تم تجاهلها على مدى بعيد، مثل بناء أنظمة التعليم ثنائية اللغات (اللغة الإسبانية ولغة السكان الأصليين المحلية) وتوفير ما كان يتم توفيره فقط للجميع بما يتوافق مع المحاباة السياسية. وقد أشار تقرير صادر من أبرشية سان كريستوبال دي لاس كازاس إلى ما يلي: على المستوى المحلي، يتم ترك رؤساء المحليات المفروضين من خلال PRI ليحكموا أنفسهم فقط، بدون القدرة على اختراق المجتمعات. وبشكل أساسي، فإن هذا يعني التدمير البطيء ...للديمقراطية الخاطئة... واستبدالها لإحلال المجتمعات والمنظمات التي تقوم بوضع تاريخها بشكل ذاتي محلها في البداية في شكل محليات مستقلة وفي النهاية في شكل مناطق مستقلة.»
وقد استمر هذا التآكل في الوضع الراهن على الرغم من الهجمات التي شنها الجيش الفيدرالي المكسيكي وحلفاؤه في البرلمان، مما أدى إلى وضوح فاعلية ازدواجية السلطة على مستوى القاعدة بشكل كبير. وأيًا كانت إنجازاته، فإن جيش زاباتيستا للتحرير القومي يرى نفسه على أنه تشكيل مؤقت: «كصورة صغيرة من الجيش المكسيكي»، وهو «غير مؤهل تمامًا ليحل محله» حيث أنه يشتمل على الهيكل والعنف الذي يمكن أن يؤدي إلى إبعاده عن المجتمع بشكل تام.
وسوف يبقى فقط «إلى أن يصبح النزاع المسلح غير مقبول وعقبة أمام التحول الثوري لوطننا.»

### الاستخدام من قبل الاشتراكيين التحررين
خصص الاشتراكيون التحرريون مؤخرًا مصطلح ازدواجية السلطة للإشارة إلى الاستراتيجية السلمية الهادفة لتحقيق اقتصاد ونظام حكم اشتراكي ليبرالي من خلال تأسيس مؤسسات الديموقراطية الاشتراكية المباشرة وربطها فيما بينها لتنافس هيئات السلطة القائمة للدولة والرأسمالية. لا يعني هذا بالضرورة فك الارتباط بالمؤسسات القائمة؛ على سبيل المثال، يصف ياتيس مكي نهج ازدواجية السلطة بأنه «تكوين تحالفات، ودعم المطالب على المؤسسات القائمة –المسؤولين المنتخبين والوكالات العامة والجامعات وأماكن العمل والبنوك والشركات والمتاحف- بينما تقوم في نفس الوقت بتطوير مؤسسات مضادة ذاتية التنظيم».
تشمل الاستراتيجيات التي يستخدمها الاشتراكيون التحرريون لبناء سلطة مزدوجة ما يلي:
- التبادلية: التي تعني بناء اقتصادات غير مؤسسية من خلال الجمعيات التعاونية والاتحادات الائتمانية والشراء المحلي.
- البلدية: بناء مجالس شعبية لاتخاذ القرارات على مستوى المجتمع.
- النقابية: باء نقابات عمالية ثورية لمواجهة الإدارة في مكان العمل.